# Atsushi Kimura
Atsushi Kimura (木村 敦志 Kimura Atsushi?), född 1 maj 1984 i Osaka prefektur, är en japansk fotbollsspelare.
Kimura började sin karriär 2003 i Gamba Osaka. Med Gamba Osaka vann han AFC Champions League 2008, japanska ligan 2005, 2014, japanska ligacupen 2007, 2014 och japanska cupen 2008, 2009, 2014. Han avslutade karriären 2014.